# Luxemburg (distrikt)
Luxemburg (luxemburgiska: Lëtzebuerg) var ett distrikt i Luxemburg beläget i den sydvästra delen av landet. Luxemburg gränsade i öster till distriktet Grevenmacher, i norr till distriktet Diekirch, i väster till den belgiska provinsen Luxembourg och i söder mot den franska regionen Lorraine.
Distriktet Luxemburg var indelat i fyra kantoner och vidare i 46 kommuner.
Den 3 oktober 2015 avskaffades distrikten i Luxemburg och kantonerna blev den högsta nivån i landets administrativa indelning.

## Administrativ indelning
1. Capellen
  - Dippach (3 360)
  - Garnich (1 535)
  - Hobscheid (2 729)
  - Kehlen (4 724)
  - Koerich (1 861)
  - Kopstal (2 975)
  - Käerjeng
  - Mamer (6 823)
  - Septfontaines (789)
  - Steinfort (4 300)
2. Esch-sur-Alzette
  - Bettembourg
  - Differdange
  - Dudelange
  - Esch-sur-Alzette
  - Frisange
  - Kayl
  - Leudelange
  - Mondercange
  - Pétange
  - Reckange-sur-Mess
  - Roeser
  - Rumelange
  - Sanem
  - Schifflange
3. Luxembourg
  - Bertrange
  - Contern
  - Hesperange
  - Ville de Luxembourg (kommun i Luxemburg)
  - Niederanven
  - Sandweiler
  - Schuttrange
  - Steinsel
  - Strassen
  - Walferdange
  - Weiler-la-Tour
4. Mersch
  - Bissen
  - Boevange-sur-Attert
  - Colmar-Berg
  - Fischbach
  - Heffingen
  - Larochette
  - Lintgen
  - Lorentzweiler
  - Mersch
  - Nommern
  - Tuntange